# Pfarrkirche Bruck an der Leitha

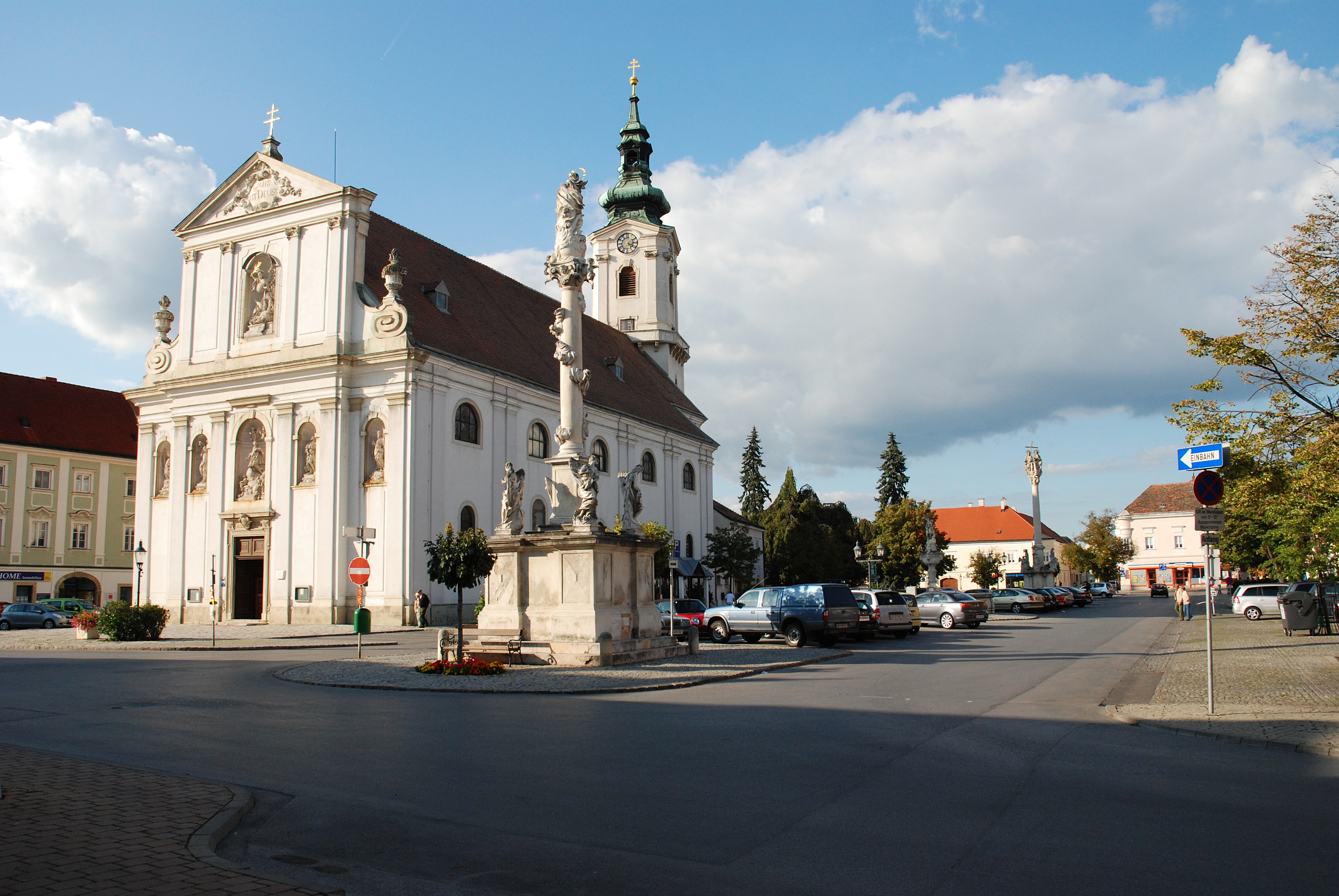
Kath. Pfarrkirche Hl. Dreifaltigkeit in Bruck an der Leitha

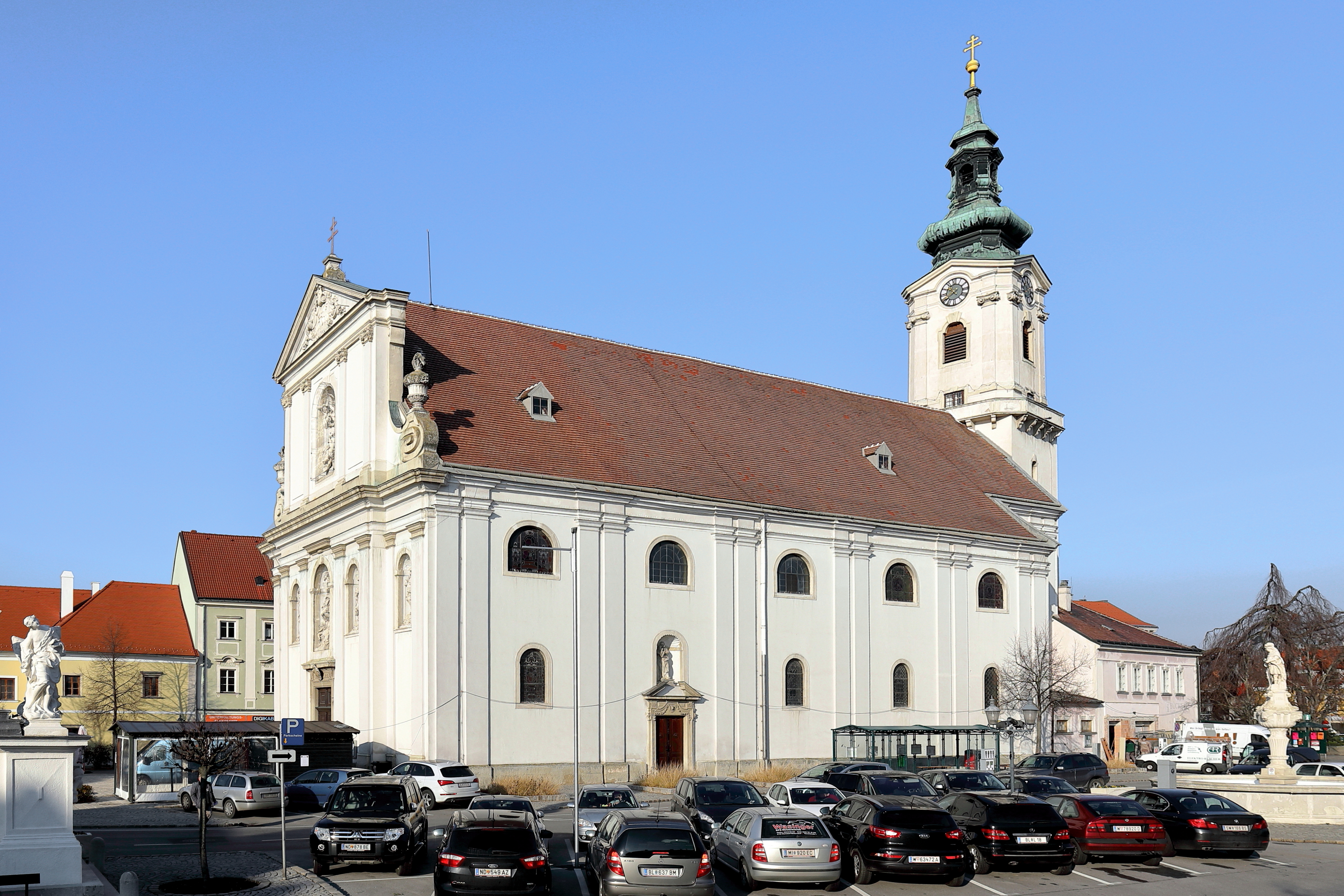
Südostansicht der Pfarrkirche hl. Dreifaltigkeit

Die römisch-katholische Pfarrkirche Bruck an der Leitha steht in der Stadtgemeinde Bruck an der Leitha in Niederösterreich. Die Pfarrkirche Hl. Dreifaltigkeit gehört zum Dekanat Bruck an der Leitha im Vikariat Unter dem Wienerwald der Erzdiözese Wien. Die Kirche steht unter Denkmalschutz (Listeneintrag).

## Geschichte
Da die alte Martinskirche vor den Toren der „neuen“ Stadt bei Feindeinfällen immer wieder zerstört wurde, für die stetig anwachsende Bevölkerung auch längst zu klein geworden war und die innerhalb der Stadtmauern vorhandenen Klosterkirchen und Kapellen für Gottesdienste nicht (mehr) benutzt werden konnten, wurde bereits Mitte des 17. Jahrhunderts der Beschluss gefasst, eine neue Pfarrkirche innerhalb der Stadttore zu bauen. Die Türkenbelagerung und das Auftreten der Pest vereitelten diese Pläne immer wieder. Nachdem das osmanische Heer 1683 bei der Schlacht um Wien erfolgreich geschlagen wurde und auch die Pest als erloschen galt, beschloss der Rat der Stadt aus Dankbarkeit ein würdiges Gotteshaus auf dem Hauptplatz neu zu errichten. Die Kirche sollte an den bereits bestehenden mittelalterlichen Stadtturm angebaut werden. Als Vorbild diente die frühbarocke Kirche Il Gesù in Rom.

### Erster Bauabschnitt (1696–1702)
Unter Baumeister Heinrich Hoffmann wurde das Langhaus parallel zur Häuserfront erbaut, weshalb der Stadtturm – nun zum Kirchturm umfunktioniert – um etwa 15 Grad in nördlicher Richtung verdreht steht. Er wurde um den Aufbau der Glockenstube erhöht und erhielt einen barocken Turmhelm.

### Zweiter Bauabschnitt (1738–40)

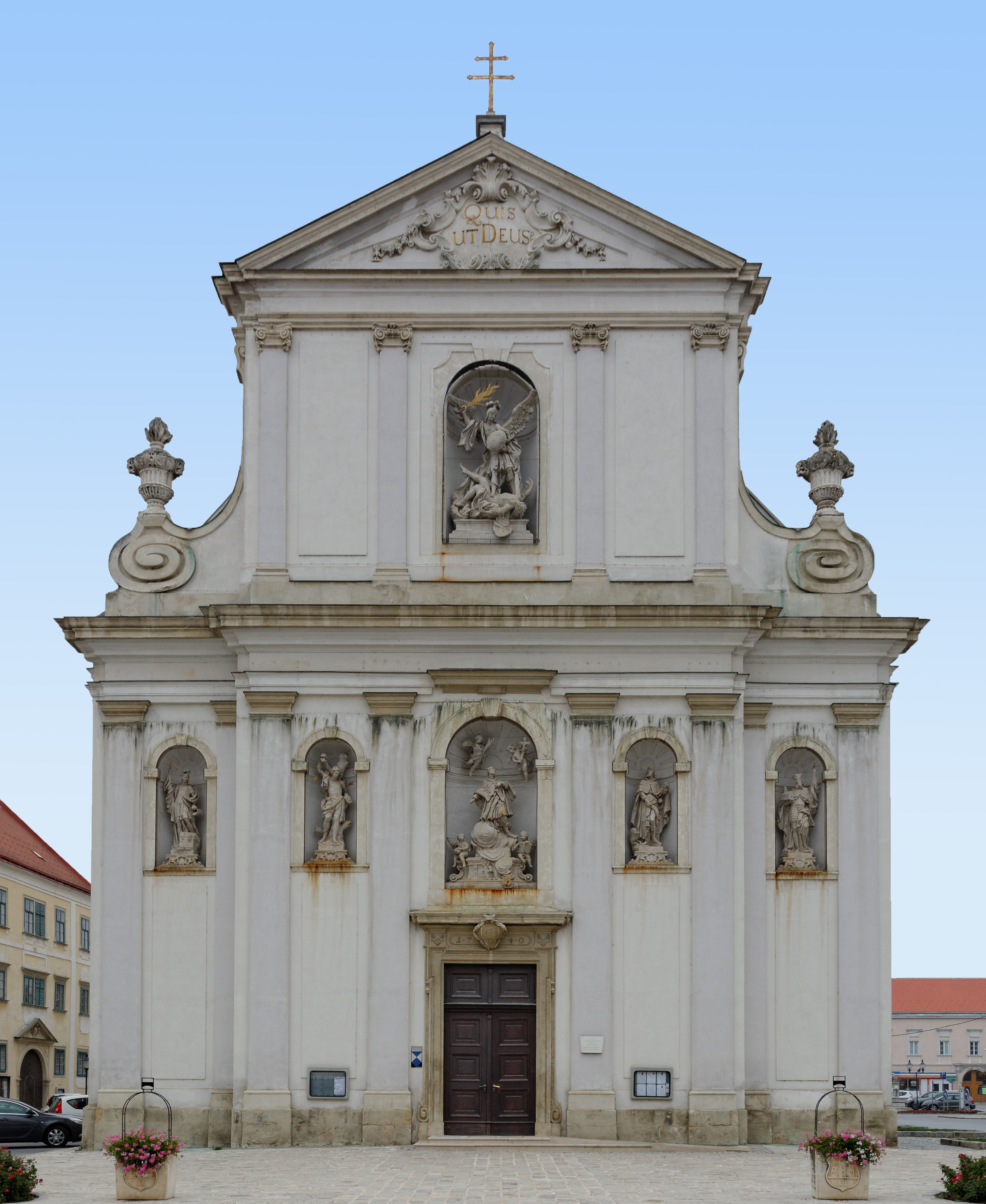
Prunkfassade

Die schmucklose Stirnfront wurde von Baumeister Johann Georg Windpässinger durch eine zweigeschoßige Prunkfassade ersetzt. Der Figurenschmuck stammt von Martin Vögerl (Mariensäule Hainburg an der Donau) und zeigt über dem Hauptportal (Stadtwappen mit Jahreszahl 1740) die Figur des Heiligen Johannes von Nepomuk mit der Darstellung der Moldaubrücke am Sockel. Weitere Figuren im Untergeschoß sind die Bildnisse der Pestheiligen Sebastian mit Baum und Rochus mit Pestbeule am Knie sowie des Heiligen Florian mit dem Wasserkübel und des Heiligen Leopold. Im oberen Geschoß – flankiert mit vasengekrönten Voluten aus deren Ziergefäßen die Opferflamme züngelt – die Darstellung des Heiligen Erzengel Michael, der mit flammendem Schwert den Satan in den Abgrund stürzt. Im Giebelfeld ein prachtvoll umrandetes Schild mit der Inschrift: „QUIS UT DEUS?“ (Wer ist wie Gott?), identisch mit hebräisch מיכאל (Mikha'el = Michael)

### Letzte bauliche Veränderungen (1782–83)
Der Turmhelm wurde um die Laterne des Zügenglöckchens erhöht und in seiner Form leicht modifiziert (Turmhöhe: 53,35 m).

## Ausstattung

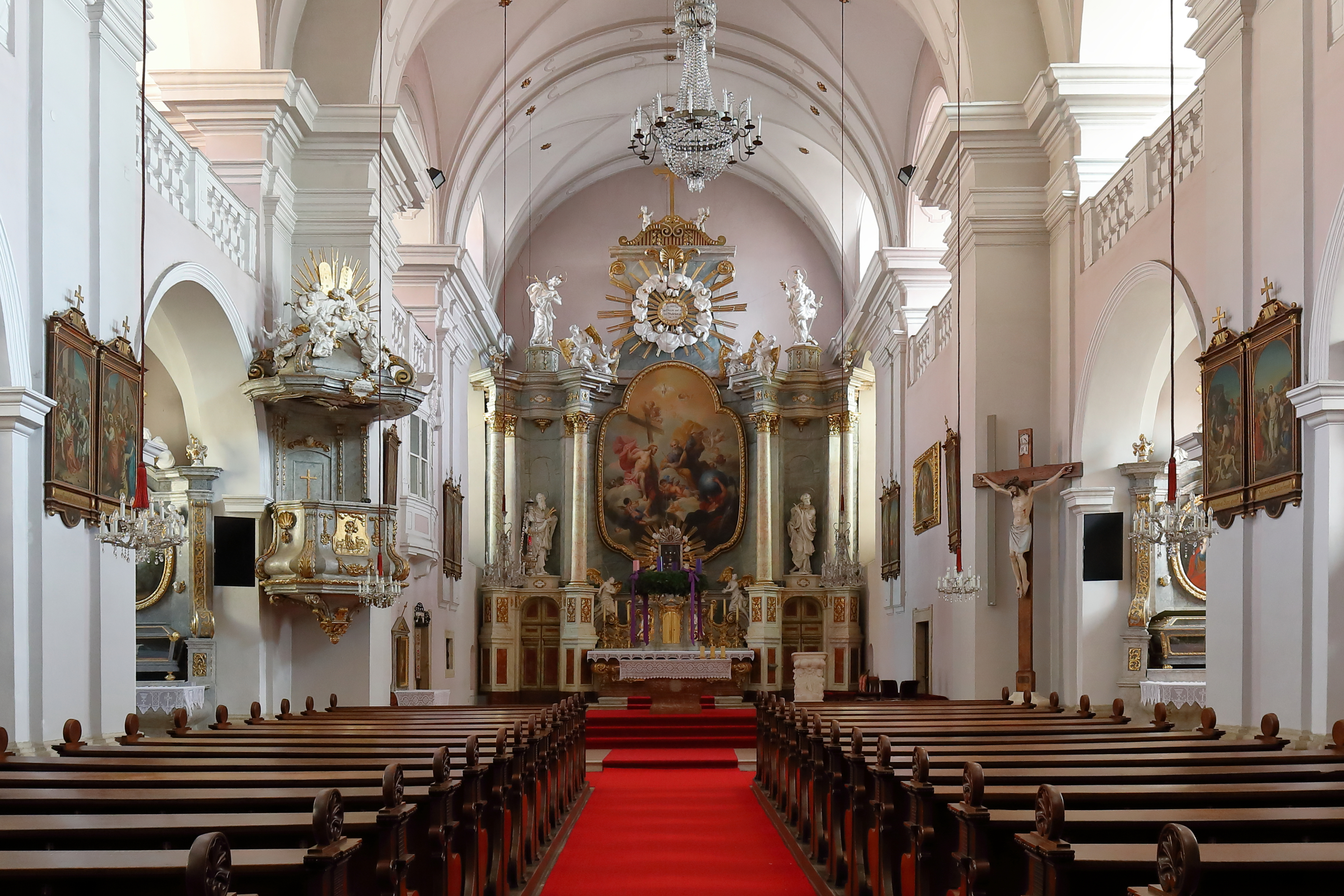
Innenansicht Richtung Hochaltar

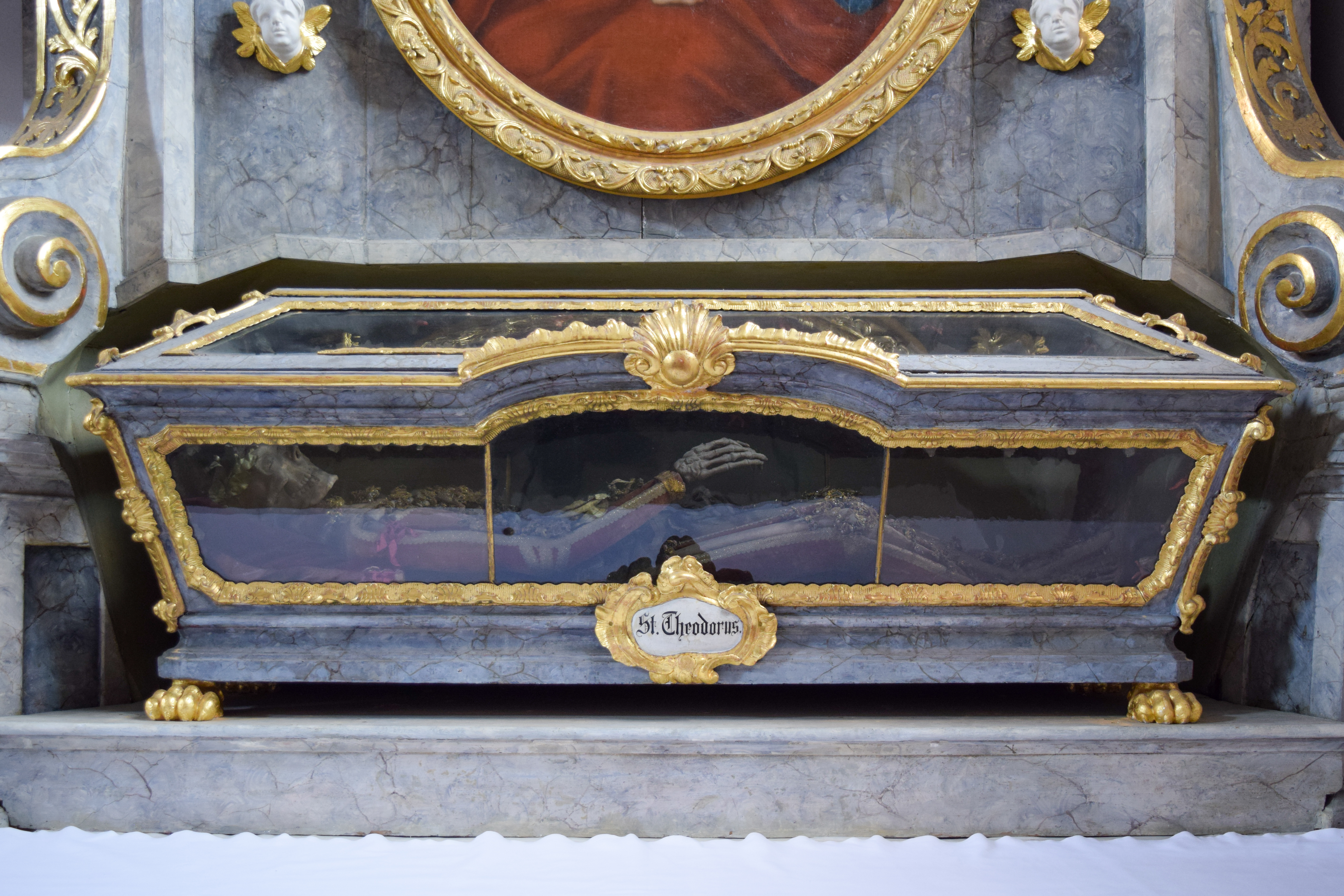
Katakombenheiliger, bezeichnet als „St. Theodorus“

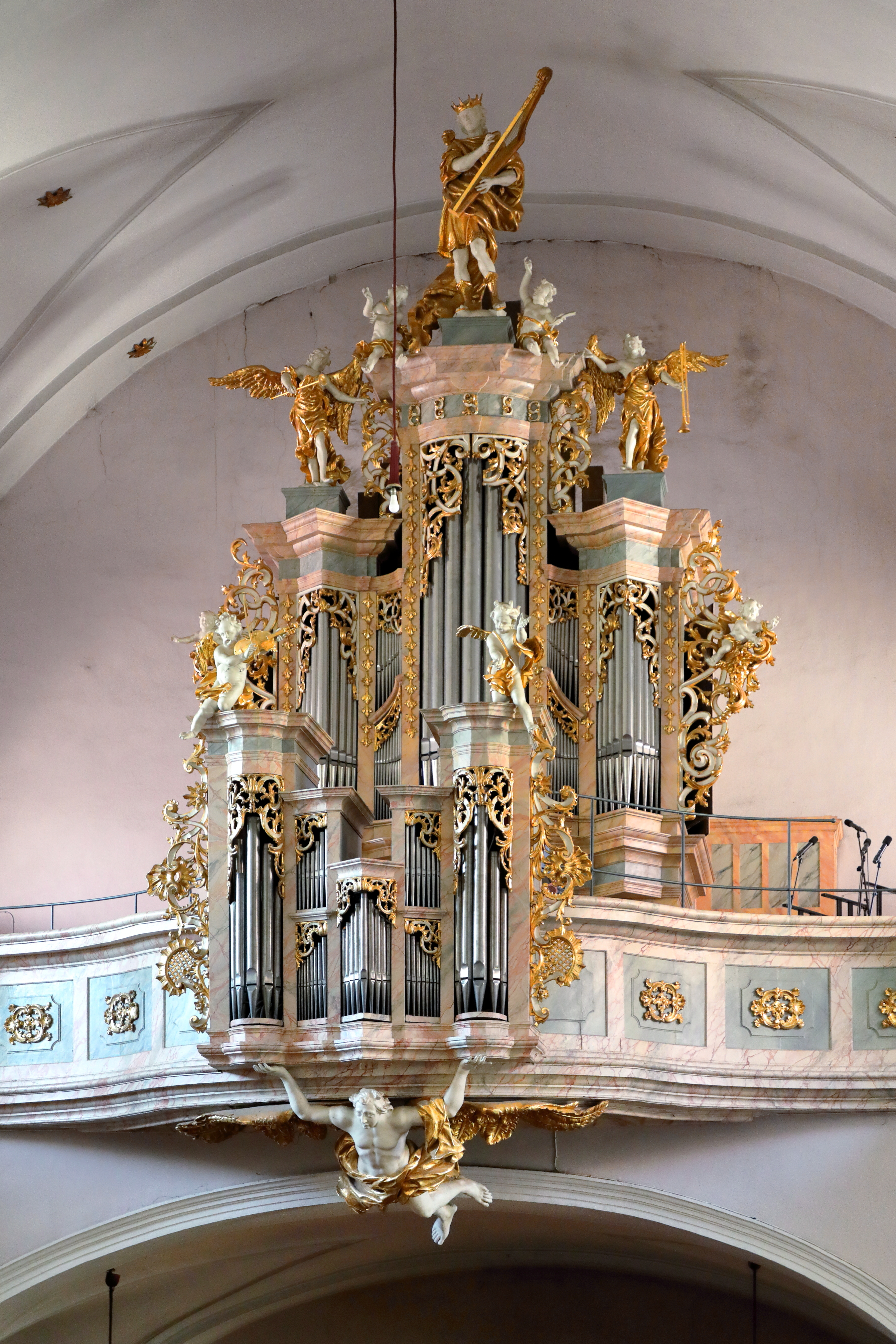
Orgel; 1740/41 von Johann Hencke erweitert

Der Innenraum ist 42 Meter lang und 14 Meter breit, die Kapellennischen zu beider Seiten messen jeweils 3 Meter. Das einschiffige Langhaus wird von einer vierjochigen, leicht stuckierten Stichkappentonne überspannt. Eingezogene Wandpfeiler, welche durch Doppelpilaster gegliedert sind tragen ein scharf profiliertes Gebälk an dem sich die tonnengewölbten Emporen anschließen. Den geraden Abschluss bildet der leicht eingezogene, zweijochige Chor.
Der barocke Hochaltar aus dem Jahr 1704 ist eine Stiftung von Johann Jakob Stumpf, Rat und Leibarzt Kaiser Leopold I. Gutes Altarblatt mit der Darstellung der Allerheiligsten Dreifaltigkeit aus dem Umkreis von Daniel Gran. Gnadenbild der schmerzhaften Mutter Gottes (18. Jahrhundert) aus der Spittelwaldkapelle. Statuen der Apostelfürsten St. Paulus (links) und St. Petrus (rechts) der Heiligen Barbara und der Heiligen Katharina mit Krone, Siegespalme und Schwert in der Gebälkzone.
Fünf Seitenaltäre aus dem 2. Viertel des 18. Jahrhunderts:
- Corporis-Christi- oder Fronleichnamsaltar mit Altarblatt des Heiligen Franz von Assisi aus der Mitte des 19. Jahrhunderts vom Wiener Maler Leopold Schulz (Schule Professor Kuppelwieser).
- Kreuzaltar mit Altarbild Christus am Kreuz. Statuen der Heiligen Hieronymus (links) und Augustinus (rechts). Taufbecken aus 1700, am Deckel (2. Hälfte 18. Jahrhundert) Darstellung der Taufe Christi im Jordan durch Johannes dem Täufer.
- Familienaltar mit Altarbild der Heiligen Familie: Maria und Josef mit dem Jesukind, Elisabeth und Zacharias mit dem kleinen Johannes. Standbilder der Heiligen Franz von Assisi (links) und Antonius von Padua (rechts), 1725.
- Frauen- oder Marienaltar mit Ovalbild Mariahilf nach Vorbild aus dem 16. Jahrhundert. Barocker Glassarkophag mit Gebeinen des Märtyrers Hl. Theodorus.
- Pestaltar mit Bildnis des Heiligen Sebastian als Märtyrer sterbend (2. Hälfte 17. Jahrhundert) davor liegend Heiligen Rosalia mit Kranz von Rosen auf der Stirn. Standbildern der Heiligen Rochus und Florian, um 1730.

Barocke Hängekanzel, Korb mit Relief des Guten Hirten. Schalldeckel besetzt mit Gruppe von Evangelisten, Engeln und Gesetzestafeln.
Die im Jahre 1710 vom Wiener Orgelbaumeister Jakob Lippus gebaute Orgel wurde 1740 von Johann Hencke um ein Positiv erweitert und hat eine Statuette des Königs David am Abschluss. Derzeit 300 Holz- und 996 Zinnpfeifen, die größte fünf Meter, die kleinste einen Zentimeter lang.
Die Große Glocke (Wien, 1752) zeigt ein Relief Maria mit dem Kinde, Petrus, Paulus und Johannes von Nepomuk. Mit Durchmesser von 158 cm und einer Höhe von 150 cm klingt sie Tonlage h. Mit einem Gewicht von 2400 Kilogramm zählt sie zu den größten Glocken des Landes Niederösterreich.